# 千坂清高
千坂 清高（ちさか きよたか）は、江戸時代後期の米沢藩の江戸家老・奉行。　

## 経歴
安永4年（1775年）7月3日、父千坂高敦の七家騒動の処分による半知召上隠居閉門を受け、元の石高の半分で家督相続。782石、侍組。
安永8年（1779年）7月11日 侍頭 返秩391石2斗5升賜る。
天明元年（1781年）1月5日 江戸家老 返秩391石2斗5升賜り、本領安堵。
天明3年（1783年）5月23日、美濃高須藩主松平義裕を江戸藩邸に招いた際の饗応掛りを担当。御城坊主二人と画上司馬江漢を召し出し、種々の饗応を進めたと記録あり。
天明4年（1784年）10月17日 奉行。
天明5年（1785年）5月20日 御記録所御用掛を命じられる。
天明6年（1786年）7月5日 退役、中之間総上席詰め。
天明8年（1788年）12月19日 隠居。
享和元年（1801年）3月8日 死去。